# Le Feu d'opale

Le Feu d'opale est un téléfilm allemand de Heidi Ulmke diffusé en 2001. C'est l'adaptation télévisuelle du roman de Barbara Wood intitulé Australian Lady.

## Synopsis
Joanna Williams est une jeune femme charmante et attentionnée. Elle arrive en Australie pour reprendre une terre qu'elle a eu en héritage: Kara-Kara. En sauvant dès son arrivée un jeune garçon de la mort, elle rencontre Eric, l'oncle de ce dernier, chez qui il part vivre. Eric est fiancé à Pauline, une jeune fille riche, cruelle et calculatrice. L'arrivée de Joanna va alors bousculer leurs projets.

## Fiche Technique
- Titre: Le Feu d'opale
- Titre original : Barbara Wood: Traumzeit
- épisodes : 2
- Réalisatrice : Heidi Ulmke
- Musique :  Hans Günter Wagener
- Dialogues :  Hans Günter Wagener
- Scénario : Gabriele Kister

## Distribution
- Alexandra Kamp-Groeneveld : Joanna Williams
- Hardy Krüger Jr : Eric Westbrook
- Mariella Ahrens : Pauline Downs
- Victor Porrascos : Colin McGregor
- Harry Blank : Frank Downs
- Anne Brendler (VF : Pascale Chemin): Ivy DearBorn
- Warren Owens : Eizeikiel